# Henari Veratau

a Compétitions nationales et continentales officielles uniquement.

b Matchs officiels uniquement.
Dernière mise à jour le 4 août 2019.
Henari Veratau, né le 3 janvier 1984 à Port Moresby (Papouasie-Nouvelle-Guinée), est un joueur de rugby à XV international papou-néo-guinéen qui a joué pour les Queensland Reds et les Brumbies, jouant initialement au rugby à XIII au sein des Sydney Roosters en LNR. Il évolue au centre ou à l'aile.

## Biographie
Henari veratau est allé au Scots College de Sydney, où il a remporté la Honour Cap lors de sa 12e année en 2001. 

### Carrière

#### En club
Il joue en Super 14 pour les Brumbies entre 2004 et 2005, puis pour les Queensland Reds entre 2006 et 2008,.
Il a signé pour le club français du Racing Métro 92 en Pro D2 en juillet 2008.
En 2009, il a signé avec l'équipe japonaise de Mitsubishi Heavy Industries (Mitsubishi Sagamihara Dynaboars) à Kanagawa, au Japon. 

#### En équipe nationale
Il est international papou-néo-guinéen en rugby à XV, ayant notamment participé à la Cup of Nations (en) avec la Papouasie-Nouvelle-Guinée.